# Gedang (Einheit)
Gedang war ein indonesisches Gewichtsmaß.
Das Maß war im Pfefferhandel gebräuchlich und galt auf der indonesischen Insel Ternate
- 1 Gedang = 4 Pfund (niederl.)[2] = 4¼ Pfund (Zollvereinspfund)[1]  = 1976 Gramm[3]